# Бобби Иден
Бобби Иден (нидерл. Bobbi Eden, урождённая Присцилла Хендрикс, нидерл. Priscilla Hendrikse; род. 4 января 1980, Гаага, Нидерланды) — нидерландская фотомодель и порноактриса.

## Биография
Начиная с 1998 года она фотографируется для различных журналов. Затем она стала сниматься в различных порнографических фильмах. Всего она снялась более чем в 100 порнофильмах.
Она также является лицом известного нидерландского эротического журнала PASSIE, где ведёт свою рубрику. Также пишет для еженедельных журналов CHICK и PANORAMA.

## Премии и номинации
- 2003 — Лучшая европейская актриса[1]
- 2004 — European X Award «Лучшая актриса» (Бенилюкса)[2]